# Сироткин, Николай Евграфович
Николай Евграфович Сироткин (10 мая 1842, Рузский уезд, Российская империя — 22 мая 1920, Москва, РСФСР) — русский церковный деятель, просветитель. Настоятель храма иконы Божией Матери «Знамение» в Захарьине.

## Биография

### Первые годы
Николай Евграфович Сироткин родился 10 мая 1842 года в Рузском уезде Московской губернии в семье местного приходского священника Евграфа Ивановича Сироткина. Окончил в 1869 году Спасо-Вифанскую семинарию, после чего получил назначение в деревню Захарьино, в которой молодому священнику достался очень бедный приход без школ, и с ветхим Знаменским храмом XVII века.

### В благочинии Подольского церковного округа
На протяжении 33 лет Сироткин являлся благочинным церквей Подольского церковного округа.
В 1869 году Сироткин стал корреспондентом добровольной фенологической сети России под эгидой Императорского Русского географического общества начал вести ежедневное троекратное наблюдение в Захарьине наблюдения за объектами природы, сельскохозяйственными и природными явлениями, которые продолжал на протяжении более 50 лет. Результаты этой работы считаются самыми длинными в истории мировой фенологии наблюдениями одного человека на одном месте, и они легли в основу многих трудов русских и иностранных учёных.
В 1878–1881 годах Сироткин состоял членом правления попечительства о нуждающихся семьях воинов, а в 1880–1886 годах — гласным Подольского земского собрания.

### Работа по открытию школ
Сироткин преподавал в четырёх школах, принимал участие в открытии десяти школ.
Являлся с группой местных крестьян инициатором открытия школы в Городяихе, которая в 1874 году была открыта Сухановским волостным сходом.
В 1883 году в Захарьине при участии Сироткина и благотворительной помощи каретного фабриканта Ф. И. Соболева, приобретшего в 1875 году имение Захарьино, была открыта школа. В 1889 году местная приходская владелица Ю. К. Пахульская, дочь инженера российских железных дорог К. Ф. фон Мекк и меценатки Н. Ф. фон Мекк, помогла Сироткину увеличить площадь школы, где также в дополнение к основной школьной программе мальчиков начали обучать переплётному мастерству. На первом этаже школы была также открыта богадельня. 
В 1892 году Сироткин при помощи крупного предпринимателя, землевладельца Н. И. Бландова организовал работу по открытию в деревне Быковке земской школы, которая и была открыта при имени Бландова в 1893 году.

### Исследовательская работа и вклад в фенологию
С 1875 по 1917 год Сироткин состоял корреспондентом отдела сельскохозяйственной экономии и статистики Министерства земледелия Российской империи, его работы печатались «Статистическим ежегодником Московской губернии». В 1892 году он открыл в Захарьине метеорологическую станцию. 
Сироткин собрал значительную библиотеку, которая к 1908 году насчитывала 2 тысячи книг, а также внушительную нумизматическую коллекцию, судьба которой после его смерти оказалась неизвестна. Нумизматическая коллекция Сироткина считалась одной из самых ценных в Российской империи. 
Вёл активные историко-краеведческие исследования. Знаменский храм владел тогда уникальным архивом, в котором содержались документы вплоть до XVII века. Судьба этого архива неизвестна, вероятнее всего, он сгорел в одном из домов села Захарьино в середине 1990-х, где, по некоторым сведениям, находился после закрытия церкви в 1940 году. О достоверности своих работ Николай Евграфович писал: «За точность всех сведений я ручаюсь и ответствую». Он лично собирал статистику прихода. Благодаря этим исследованиям сегодня мы можем судить о количестве работавшего в то время народа, профессиях людей того времени, развитии грамотности в XVIII — начале XX века.
Сироткин с самого начала существования Московской метеорологической сети являлся её наблюдателем. В 1892 году метеорологическая станция, управляемая Сироткиным, была открыта официально, и получены необходимые дополнительные приборы для полных метеорологических наблюдений: дождемер, барометр-анероид, испаритель и психрометр. Станции был присвоен III разряд. Производимые в настоящее время сравнения погодных показателей с историческим максимумом или минимумом, осуществляемые метеорологическими службами Москвы и Московской области, при сравнении с данными за период с 1892 по 1916 год берутся из данных, полученных Николаем Сироткиным. 

### Смерть
21 мая 1920 года к Сироткину в дом пришли представители советской власти и предупредили, что в ближайшее время готовится изъятие его нумизматической коллекции. Сироткин, которому к тому времени было 78 лет, тяжело переживал эти события. С утра 22 мая он провёл все метеорологические измерения, а спустя несколько часов умер. Погребён возле Захарьинского храма

## Память
- В честь Николая Сироткина в 2012 году была названа улица в Юго-Западном административном округе города Москвы на территории района Южное Бутово (в деревне Захарьино).

## Награды
- Бронзовая медаль Совета Императорского Русского географического общества (1890)[1]
- ордена Святой Анны III и II степеней[1]

## Публикации
- Сироткин Н. Е. К 25-летию церковно-приходской школы в селе Захарьине, Подольского уезда. 1883-1908 гг. — Москва: типография А.С. Суворина, 1908. — 16 с.
- Сироткин Н. Е. Село Захарьино-Знаменское, Подольского уезда, Московской губ. : Крат. ист. описание / Сост. Н.Е. Сироткин. — Москва: типографмя А.С. Суворина, 1909. — 65 с.